# دنگ‌سرک
دنگسرک، روستایی است از توابع بخش مرکزی شهرستان ساری در استان مازندران ایران.

## جمعیت
این روستا در دهستان میان‌دورود کوچک قرار داشته و براساس آخرین سرشماری مرکز آمار ایران که در سال 1401 صورت گرفته، جمعیت آن300۶نفر (400خانوار) بوده‌است.